# Lubiechów Górny
Lubiechów Górny (deutsch Hohenlübbichow) ist ein Dorf in Polen in der Woiwodschaft Westpommern, Powiat Gryfiński, Gemeinde Cedynia mit ca. 245 Einwohnern.

## Geographische Lage
Lubiechów Górny (Hohenlübbichow) liegt zwischen der westlichsten Ortschaft Polens Cedynia (Zehden) und dem Peetziger Waldgebiet (Puszcza Piaskowa) auf dem Rücken einer Grundmoräne. Der Nachbarort unterhalb davon ist Niederlübbichow (Lubiechów Dolny).

## Geschichte
Hohenlübbichow wurde bereits 1267 erwähnt. Auch die Feldsteinkirche stammt aus der 2. Hälfte des 13. Jahrhunderts. Der am Portal sichtbare Schachbrettstein weist ein Rhombenmuster auf, steckt mehrere Zentimeter tief hinter einer Leibungsstufe und ist im Mauerwerk versetzt worden. Er wird deshalb als bauzeitlich gewertet. Steine mit Rhombenmuster sind auch in der Uckermark von Blumberg, Kloster Chorin, Dobberzin, Friedersdorf, Oderberg-Neuendorf und Serwest bekannt. 1880 wurde der Turm ergänzt. In dieser Zeit war die Schreibweise Hohen-Lübbichow üblich.

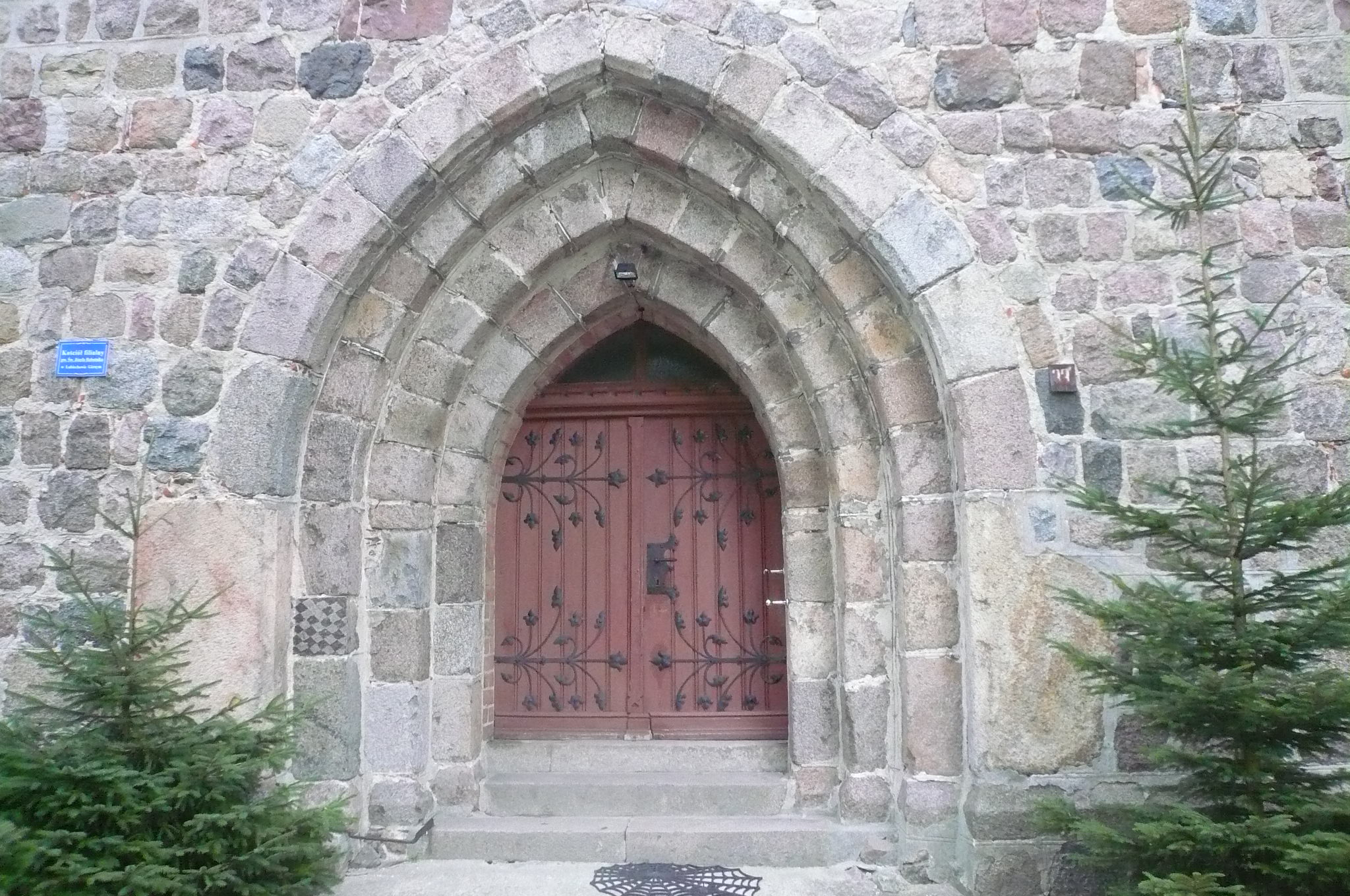
Portal mit Schachbrettstein der Kirche zum Hl. Joseph in Lubiechów Górny (Hohen Lübbichow)

1472/1609 besaß die Familie von Schöning das Dorf. Um 1672 folgte auf Lübbichow, Hohen-und Nieder-Lübbichow, die Familie von der Marwitz-Linie Bärfelde-Leine, respektive von der Marwitz-Rütznow, u. a. der Obrist Sigismund Christof von der Marwitz. Inbegriffen waren eingeheiratete Familien, von Zychlinski, Familie von Langen, hier Cap. (Hauptmann) von Langen, die mit Töchtern der von der Marwitz liiert waren.
1821 kam der Geheime Kommerzienrat Ernst Endell aus Frankfurt a. O. als Gutsherr auf Hohenlübbichow. Für ihn gestaltete Peter Joseph Lenné in dieser Zeit einen kleinen Park. Seine Familie Endell wurde 1840 als von Endell geadelt. Die Tochter Amalie von Endell, verheiratet mit dem Staatsminister Freiherr Robert von Patow-Zinnitz, war die Mutter der Hedwig Freiin von Patow, verheiratet mit dem Diplomaten Robert von Keudell. So gelangte Gut Hohenlübbichow schon vor 1879 nachweislich in Erbfolge als Besitz an das Adelsgeschlechts von Keudell. Robert von Keudell lebte Ende des 19. Jahrhunderts in Hohenlübbichow. Seine zweite Frau Alexandra von Grünhof zog als Witwe 1906 nach Hohenlübbichow und übernahm die Verwaltung des Gutes. Die Besitzgröße blieb über die Jahrzehnte um 2500 ha stabil. Das Gut wurde 1914 von einem Administrator geleitet, 1929 von einem Verwalter.
Der Sohn und Erbe, der Politiker und Forstmann Walter von Keudell, gestattete das am 19. November 1927 gegründete Naturschutzgebiet Bellinchen (heute Rezerwat Bielinek) auf seinem Rittergut Hohenlübbichow. 1936 gab Walter von Keudell als Staatssekretär und Generalforstmeister die Schrift 34 Jahre Hohenlübbichower Waldwirtschaft landesweit heraus, in der er die Entwicklung, den Zustand und die Ziele seiner Waldwirtschaft im Hohenlübbichower Wald beschreibt.
1945 kam Hohenlübbichow unter polnische Verwaltung und ist jetzt als Lubiechów Górny ein Ortsteil der Gemeinde Cedynia.

## Der Ort heute
Trotz einiger neuer Einfamilienhäuser weist Lubiechów Górny noch den Charakter eines alten märkischen Gutsdorfes mit Herrenhaus und großen alten Wirtschaftsgebäuden auf.

## Söhne und Töchter des Ortes
- Hans Ehrenreich von Schöning (1648–1710), preußischer Generalmajor der Kavallerie
- Wilhelm Gabriel Wegener (1767–1837), brandenburgischer Superintendent[16]

## Trivia
In Hohenlübbichow entstand ein Portrait des Violinisten Joseph Joachim, ausführend Ferdinand Schmutzer, 1903.